# Sándor Szakácsi

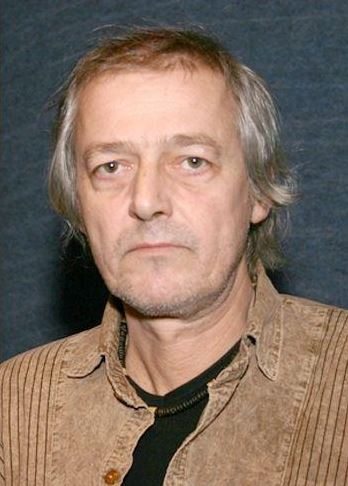
Sándor Szakácsi

Sándor Szakácsi  (* 20. Mai 1952 in Budapest, Ungarn; † 7. März 2007 ebenda) war ein ungarischer Schauspieler und Synchronsprecher.
Er absolvierte 1974 die Budapester Film- und Schauspielschule und spielte anschließend im Theater von Szolnok. Später wurde er ans Budapester Vígszínház engagiert, wo er bis 1987 tätig war. Bis zu seinem Tod spielte er unter anderem im alten ungarischen Nationaltheater (Nemzeti Színház) und im Pester Ungarischen Theater (Pesti Magyar Színház).
Bekannt wurde er vor allem durch Filmrollen, etwa István, a király, Oberst Redl, Peer Gynt. Des Weiteren war er die ungarische Stimme von Jeremy Irons und Dr. House.